# Tendosphaera
Tendosphaera är ett släkte av kräftdjur. Tendosphaera ingår i familjen Tendosphaeridae.
Kladogram enligt Catalogue of Life:
| Tendosphaera | \| \| Tendosphaera biellensis \| \| \| \| \| \| Tendosphaera brembana \| \| \| \| \| \| Tendosphaera graeca \| \| \| \| \| \| Tendosphaera verrucosa \| \| \| \| |
|              | \| \| Tendosphaera biellensis \| \| \| \| \| \| Tendosphaera brembana \| \| \| \| \| \| Tendosphaera graeca \| \| \| \| \| \| Tendosphaera verrucosa \| \| \| \| |
|              | Macrotelsonia |
|              | |
|              | Thrakosphaera |
|              | |
|              | Tendosphaera biellensis |
|              | |
|              | Tendosphaera brembana |
|              | |
|              | Tendosphaera graeca |
|              | |
|              | Tendosphaera verrucosa |
|              | |

|  | Tendosphaera biellensis |
|  |                         |
|  | Tendosphaera brembana   |
|  |                         |
|  | Tendosphaera graeca     |
|  |                         |
|  | Tendosphaera verrucosa  |
|  |                         |